# Noordwest-Universiteit
De Noordwest-Universiteit (Afrikaans: Noordwes-Universiteit; Engels: North-West University; Tswana: Yunibesiti ya Bokone-Bophirima) (NWU) is een Zuid-Afrikaanse universiteit met verschillende campussen in Potchefstroom, Mahikeng en Vanderbijlpark. De universiteit kwam in 2004 tot stand door een fusie van twee universiteiten. De Potchefstoom-campus werd oorspronkelijk in 1869 door de Nederlander Dirk Postma in Burgersdorp gesticht. In 1905 werd de universiteitscampus naar Potchefstroom verhuisd. Thans is de Potchefstroom-campus de grootste campus en de hoofdlocatie van de Noordwest-Universiteit. Sinds zijn ontstaan in 2004 is de Noordwest-Universiteit een van de grootste universiteiten in Zuid-Afrika. De universiteit heeft meer dan 64.000 studenten, zowel op zijn campussen als in het afstandsonderwijs.
De universiteiten die in de Noordwest-Universiteit samengevoegd werden zijn de Potchefstroomse Universiteit voor Christelijk Hoger Onderwijs en de Universiteit van Noordwest (voorheen de Universiteit van Bophuthatswana). Deze twee campussen in Potchefstroom en Mahikeng vormen de belangrijkste hubs van de universiteit. De Mahikeng-campus is traditioneel een Engelstalige campus, terwijl de Potchefstroom-campus wordt gerekend tot de vijf historisch Afrikaans/Nederlandstalige universiteiten (HANU's) in Zuid-Afrika. Thans gebruikt de Noordwest-Universiteit als enige universiteit in Zuid-Afrika het Afrikaans als onderwijstaal (op de Potchefstroom-campus).